# بين فاولر
بين فاولر (بالإنجليزية: Ben Fuller)‏ هو مدير مسرح ‏ أسترالي، ولد في 20 مارس 1875 في لندن في المملكة المتحدة، وتوفي في 10 مارس 1952.